# Verretto
Verretto là một đô thị ở tỉnh Pavia trong vùng Lombardia, có cự ly khoảng 45 km về phía nam của Milano và khoảng 15 km về phía nam của Pavia. Tại thời điểm ngày 31 tháng 12 năm 2004, đô thị này có dân số 328 người và diện tích là 2,7 km².
Verretto giáp các đô thị: Casatisma, Casteggio, Castelletto di Branduzzo, Lungavilla, Montebello della Battaglia.